# Даніель Франсуа Малан
Даніель Франсуа Малан (афр. Daniël François Malan; 22 травня 1874 - 7 лютого 1959 р.) - прем'єр-міністр Південної Африки  з 1948 по 1954 рік. Він вважався людиною, яка доклала найбільше зусиль до розвитку і впровадження африканерського націоналізму. Національна партія на чолі з ним прийшла до влади на лозунгах програми апартеїду і всебічного здійснення політики сеґрегації.

## Біографія
Малан народився в Рібіік-Вес, що у Капській колонії. У Вікторіанському коледжі в Стелленбош він отримав магістерський ступінь в галузі математики і природничих наук , після чого вступив до семінарії у Стелленбош для того, щоб стати служителем Нідерландської реформаторської церкви. Поряд з його дослідженнями в області теології, він отримав ступінь магістра з філософії у Вікторіанському коледжі. Потім навчався у  Гімназії Поля Роуса та університеті Стелленбоша. Малан покинув Південну Африку в 1900 році для того, щоб здобути ступінь доктора богослов'я в Університеті Утрехта, який він отримав у 1905 році. Після повернення до Південної Африки, він був висвячений у сан служителя Нідерландської реформаторської церкви і протягом 6 місяців був помічником священика в Гейдельберзі, що у Трансваалі. Він був затятим поборником за визнання африкаанс на рівні з нідерландською та англійською, і був одним із засновників Afrikaanse Taalvereeniging, яка була створена в 1906 році. Він перебував з парафією у Монтагю з 1906 по 1912 р., а потім у Ґрааф-Рейнет до 1915 року. Він також здійснив подорож від імені Нідерландської реформаторської церкви, відвідавши африканерів в Бельгійському Конго і Південній Родезії.
Південно-Африканський Союз був створений 21 травня 1910 р., через вісім років після закінчення Другої англо-бурської війни. Першим прем'єр-міністром став Луїс Бота. У 1912 році Джеймс Герцог розірвав зв'язки з Ботою і у 1914 році сформував Національну партію . У ті роки кожна партія мала газету пов'язану з нею, який діяла як рупор. Тим не менше, націоналістично налаштовані африканери в Кейтауні не мали друкованого органу, але в 1915 році вирішили заснувати Die Burger. Вони переконали Малана стати редактором нової газети оскільки він був стривожений станом справ після повстання Марітца у 1914 р. Він погодився відмовитися від посади священнослужителя в Нідерландській реформаторській церкві. Регіональна організація Національної партії в Кейптауні була заснована у 1915 році, а Малан був обраний її провінційним лідером. Малан був обраний до парламенту в 1918 році.
Національна партія прийшла до влади під керівництвом Герцога в 1924 році, і Малан отримав посаду міністра внутрішніх справ, освіти і охорони здоров'я, який він займав до 1933 року. У 1925 році Малан був першим у кампанії з проголошення африкаанс державною мовою замість нідерландської, а також надання Південній Африці свого національного прапора.
У 1934 році була утворена Об'єднана партія, що була сформована на основі Національної партії Герцога і її суперниці Південно-Африканської партії на чолі з Яном Смутсом. Малан рішуче виступивши проти злиття, разом з 19 іншими депутатами перейшов у новосформовану "Очищену Національну партію", яку він очолював у найближчі 14 років як опозицію. Малан також виступав проти участі ПАС у Другій світовій війні, яка була вкрай непопулярною серед африканерського населення і призвела до розколу у правлячій партії. Це значно збільшило популярність Малана і тому він переміг Об'єднану партію на чолі з Смутсом у 1948 році.
Після приходу до влади і його керування протягом шести з половиною років була закладена міцна основа для апартеїду. Система була офіційно ліквідована в 1994 році, але її спадщина продовжує мати вплив у Південній Африці. Малан вийшов на пенсію в 1954 у віці 80, а в замін битви, які супроводжували його виходу на пенсію, після чого розгорілася боротьба за владу між  Н. Гавенґою і Е. Донджесом. Але вони зазнали невдачі. А прем’єр-міністром став Йоханнес Хергардус Стрейдом.
Він помер в 1959 році у своєму будинку у Стелленбоші. Його книга "Afrikaner Volkseenheid en my ervaringe op die pad daarheen"("Африканерський націоналізм і мій досвід на шляху до нього") була опублікована у тому ж році видавництвом Nasionale Boekhandel. Зібрання його творів і документів розміщені в Центрі документів, що бібліотеці імені Й.С. Херіке, що в Університеті Стелленбоша.

## Рід Маланів
Починатель роду Маланів в південноафриканському регіоні був французьким біженцем-гугенотом на ім'я Жак Малан з Провансу (Меріндоль), який прибув до Мису Доброї Надії у 1689 . Прізвище Малана є одним із найчисленніших прізвищ французького походження, яке зберегло своє первісне написання і вимову.